# Ciarforon
De Ciarfaron (Frans en ambtelijk: Charforon) is een 3640 meter hoge berg in de Grajische Alpen op de grens van de Italiaanse regio's Aostadal en Piëmont.
De berg maakt deel uit van het massief van de Gran Paradiso en is al vanaf grote afstand herkenbaar aan zijn enorme sneeuwkoepel. Ten oosten van de Ciarforon ligt de La Tresenta (3609m) en in het westen de Becca di Monciair (3544m). De vier gletsjers rondom de top zijn de Moncorvé (noord), Ciamousseretto (oost), Breuil (zuid), en Montchair (west).
De beklimming van de Ciarforon begint meestal vanuit Pont (1980 m) in het Valdostaanse Valsavarenche. Op de route ligt de berghut Vittorio Emanuele (2750 m) waar vaak overnacht wordt om de lange tocht in tweeën te delen.